# روبين باردو
روبين باردو (بالإسبانية: Rubén Pardo Estévez)‏ هو سائق سباق مكسيكي، ولد في 18 يونيو 1979 في مدينة مكسيكو في المكسيك.

## وصلات خارجية
- روبين باردو على موقع Racing-Reference.info (الإنجليزية)